# Juraj Utišinović Martinušević
Juraj Utišinović Martinušević (utvrda Kamičak na Krki, 1482. – Vinice, Rumunjska, 17. prosinca 1551.), hrvatski plemić, dvorski paž, državnik, vojskovođa, pavlinski predstojnik i prior, biskup Velikog Varadina i nadbiskup Ostrogona, savjetnik i rizničar kralja Ivana Zapolje, vrhovni sudac i kardinal.

## Životopis
Rodio se u utvrdi Kamičak na rijeci Krki u plemićkoj obitelji Grgura Utišinovića i majke Ane, rođene u plemićkoj obitelji Martinušević. Imao je sestru Anu i tri brata: Nikolu, Matiju i Jakova.
Oko 1490. godine napustio je rodni dom i otišao u Erdelj na dvor Ivaniša Korvina, hrvatskog bana i protuturskog ratnika, gdje je ostao do 1502., kada prelazi na dvor Korvinove majke Hedvige.
U 22. godini života stupio je u službu erdeljskog vojvode i kneza Ivana Zapolje u čijoj službi postaje zapovjednik konjaništva. Međutim, nakon određenog vremena napustio je vojnu službu i pristupio u Redu Sv. Pavla prvog pustinjaka, u samostanu Sv. Lovre u Budimu. Novaštvo provodi godinu dana u pavlinskom samostanu Blažene Djevice Marije u Ladi na Šaju. Redovničke zavjete polaže u 24. godini života. Među pavlinima je primio dobru izobrazbu i uskoro postao prior u poznatom pavlinskom samostanu Czestochovi u Poljskoj, a potom i u samostanu Ladi na Šaju.
Godine 1528. Juraj je pristao uz Ivana Zapolju, koji je bio rival Ferdinanda Habsburškog u borbi za hrvatsko-ugarsko prijestolje i sukobio se s Ferdinandovom vojskom. Zapolja ga je imenovao svojim savjetnikom, rizničarom Hrvatsko-ugarskog kraljevstva, velikovaradinskim biskupom i erdeljskim namjesnikom.
Dana 24. veljače 1538. godine sklopljena je, Jurjevom zaslugom, nagodba i mir između Ivana Zapolje i Ferdinanda Habsburškog po kojoj je Zapolja ostao vladar svog dijela Mađarske i odrekao se vladarskog naslova nad hrvatskim zemljama. Poslije Zapoljine smrti 1540., Utješinović je oporučno postao skrbnikom Zapoljinog maloljetnog sina Ivana Sigismunda i namjesnikom Erdelja. Njegovom zaslugom došlo je od pomirbe Zapoljine udovice, Izabele Poljske i njenog sina Ivana Sigismunda s Ferdinandom Habsburškim. Po toj pomirbi, jugoistočna Ugarska i Sedmogradska (Erdelj) došli su u ruke Habsburgovaca.
Godine 1544., unatoč kraljičinom protivljenju, Juraj je izabran za vrhovnog vojskovođu, vrhovnog rizničara i vrhovnog suca. Godine 1551., izmirio se s kraljicom i sklopio mir s Ferdinandom u ime Ivana Sigismunda.
Papa Pio III. imenovao ga je rimskim kardinalom 12. listopada 1551. Vijest o tome primio je na putu dok je s vojskom prolazio dolinom rijeke Moriša. Kardinalskim grimizom nije se nikada ogrnuo, jer je ubijen 17. prosinca 1551. u uroti u svom gradu Alvincu. Pokopan je u katoličkoj katedrali u Erdeljskom Biogradu (rum. Alba Juliji), Rumunjska.
Publicist Nikola Perušić je 2017. godine snimio kratkometražni niskobudžetni dokumentarni film koji prikazuje kardinala Utišinovića.